# Chromosome 19 humain
Le chromosome 19 est un des 24 chromosomes humains. C'est l'un des 22 autosomes.

## Caractéristiques du chromosome 19
- Nombre de paires de base : 63 811 651
- Nombre de gènes : 1 468
- Nombre de gènes connus : 1 337
- Nombre de pseudo gènes : 164
- Nombre de variations des nucléotides connues (S.N.P ou single nucleotide polymorphisme) : 186 986

## Gènes localisés sur le chromosome 19
- gène EYCL1, responsable, en partie, de la couleur des yeux (avec notamment les gènes EYCL2 et EYCL3). L'allèle dominant G code les yeux verts et l'allèle récessif b code les yeux bleus

## Maladies localisées sur le chromosome 19
- La nomenclature utilisée pour localiser un gène est décrite dans l'article de celui-ci
- Les maladies en rapport avec des anomalies génétiques localisées sur le chromosome 19 sont :

| Maladies localisées sur le chromosome 19    | Maladies localisées sur le chromosome 19 | Maladies localisées sur le chromosome 19 | Maladies localisées sur le chromosome 19 | Maladies localisées sur le chromosome 19 | Maladies localisées sur le chromosome 19 |
| ------------------------------------------- | ---------------------------------------- | ---------------------------------------- | ---------------------------------------- | ---------------------------------------- | ---------------------------------------- |
| Pathologie                                  | Transmission                             | O.M.I.M                                  | Locus                                    | Gène                                     | Protéine codée par le gène               |
| Bras long                                   |                                          |                                          |                                          |                                          |                                          |
| Neuroferritinopathie                        | Dominante                                | 606157                                   | Q13.3                                    |                                          |                                          |
| Mucolipidose type 4                         | Récessive                                | 252650                                   | Q13.3                                    |                                          |                                          |
| Dystrophie musculaire des ceintures Type 2I | Récessive                                | 607155                                   | Q13.3                                    | FKRP                                     | Fukutine                                 |
| Dystrophie myotonique de Steinert           | Dominante                                |                                          | Q13.2                                    |                                          |                                          |
| Anémie de Blackfan-Diamond                  | Dominante                                | 105650                                   | Q13.2                                    |                                          |                                          |
| Acidurie 3-méthylglutaconique type 3        | Récessive                                | 258501                                   | 13.2-q13.3                               | OPA3                                     |                                          |
| Maladie de Charcot-Marie-Tooth type 4F      |                                          |                                          | Q13.1                                    |                                          |                                          |
| Maladie du sirop d'érable                   | Récessive                                | 248600                                   | Q13.1-Q13.2                              |                                          |                                          |
| Myopathie congénitale à cores centraux      | Dominante                                | 118800                                   | Q13.1                                    |                                          |                                          |
| Maladie de Nasu-Hakola                      | Récessive                                |                                          | q13.1                                    |                                          |                                          |
| Syndrome de Camurati-Engelmann              | Dominante                                | 131300                                   | q13.1                                    | TGFB1                                    |                                          |
|                                             |                                          |                                          |                                          |                                          |                                          |
|                                             |                                          |                                          |                                          |                                          |                                          |
| Hyperthermie maligne                        | Dominante                                |                                          |                                          |                                          |                                          |
| Maladie de Charcot-Marie-Tooth type 2B      |                                          |                                          | Q13                                      |                                          |                                          |
|                                             |                                          |                                          |                                          |                                          |                                          |
|                                             |                                          |                                          |                                          |                                          |                                          |
|                                             |                                          |                                          |                                          |                                          |                                          |
|                                             |                                          |                                          |                                          |                                          |                                          |
|                                             |                                          |                                          |                                          |                                          |                                          |
|                                             |                                          |                                          |                                          |                                          |                                          |
|                                             |                                          |                                          |                                          |                                          |                                          |
|                                             |                                          |                                          |                                          |                                          |                                          |
|                                             |                                          |                                          | Q13                                      |                                          |                                          |
|                                             |                                          |                                          |                                          |                                          |                                          |
|                                             |                                          |                                          |                                          |                                          |                                          |
|                                             |                                          |                                          |                                          |                                          |                                          |
|                                             |                                          |                                          |                                          |                                          |                                          |
|                                             |                                          |                                          |                                          |                                          |                                          |
|                                             |                                          |                                          |                                          |                                          |                                          |
|                                             |                                          |                                          |                                          |                                          |                                          |
|                                             |                                          |                                          |                                          |                                          |                                          |
|                                             |                                          |                                          |                                          |                                          |                                          |
|                                             |                                          |                                          | Q13                                      |                                          |                                          |
|                                             |                                          |                                          |                                          |                                          |                                          |
|                                             |                                          |                                          |                                          |                                          |                                          |
|                                             |                                          |                                          |                                          |                                          |                                          |
|                                             |                                          |                                          |                                          |                                          |                                          |
|                                             |                                          |                                          |                                          |                                          |                                          |
|                                             |                                          |                                          |                                          |                                          |                                          |
|                                             |                                          |                                          |                                          |                                          |                                          |
|                                             |                                          |                                          |                                          |                                          |                                          |
|                                             |                                          |                                          |                                          |                                          |                                          |
|                                             |                                          |                                          |                                          |                                          |                                          |
|                                             |                                          |                                          |                                          |                                          |                                          |
|                                             |                                          |                                          |                                          |                                          |                                          |
|                                             |                                          |                                          |                                          |                                          |                                          |
|                                             |                                          |                                          |                                          |                                          |                                          |
|                                             |                                          |                                          |                                          |                                          |                                          |
|                                             |                                          |                                          |                                          |                                          |                                          |
|                                             |                                          |                                          |                                          |                                          |                                          |
|                                             |                                          |                                          |                                          |                                          |                                          |
| Alpha-mannosidose                           |                                          |                                          |                                          |                                          |                                          |
|                                             |                                          |                                          | Q12                                      |                                          |                                          |
|                                             |                                          |                                          |                                          |                                          |                                          |
|                                             |                                          |                                          |                                          |                                          |                                          |
|                                             |                                          |                                          |                                          |                                          |                                          |
|                                             |                                          |                                          | Q11                                      |                                          |                                          |
|                                             |                                          |                                          | Q11                                      |                                          |                                          |
|                                             |                                          |                                          |                                          |                                          |                                          |
|                                             |                                          |                                          |                                          |                                          |                                          |
| Bras court                                  |                                          |                                          |                                          |                                          |                                          |
|                                             |                                          |                                          | P11                                      |                                          |                                          |
|                                             |                                          |                                          |                                          |                                          |                                          |
|                                             |                                          |                                          | P12                                      |                                          |                                          |
| Pseudo achondroplasie                       | Dominante                                |                                          |                                          |                                          |                                          |
|                                             |                                          |                                          |                                          |                                          |                                          |
|                                             |                                          |                                          |                                          |                                          |                                          |
|                                             |                                          |                                          |                                          |                                          |                                          |
|                                             |                                          |                                          |                                          |                                          |                                          |
|                                             |                                          |                                          |                                          |                                          |                                          |
|                                             |                                          |                                          | P13                                      |                                          |                                          |
| Ataxie paroxystique héréditaire             | Dominante                                |                                          |                                          |                                          |                                          |
| Ataxie cérébelleuse type 6                  | Dominante                                |                                          |                                          |                                          |                                          |
| Migraine hémiplégique familiale type 1      | Dominante                                |                                          |                                          |                                          |                                          |
| Maladie de Hirschsprung                     |                                          |                                          | P13.3                                    |                                          |                                          |
| Neutropénie par mutation du gène ELA2       | Dominante                                | 162800                                   | p13.3                                    | ELA2                                     |                                          |
|                                             |                                          |                                          |                                          |                                          |                                          |
|                                             |                                          |                                          |                                          |                                          |                                          |

## Sources
- (en) Ensemble Genome Browser
- (en) Online Mendelian Inheritance in Man, OMIM (TM). Johns Hopkins University, Baltimore, MD.